# 2025년 동계 아시안 게임 부탄 선수단
2025년 동계 아시안 게임 부탄 선수단은 2025년 2월 7일부터 14일까지 중화인민공화국 하얼빈에서 열리는 2025년 동계 아시안 게임에 참가하는 부탄 소속 선수단이다. 부탄은 이번 2025년 대회에서 처음으로 동계 아시안 게임에 참가한다. 부탄 선수단은 1명으로 알파인스키 남자 회전 부문에 참여한다.

## 선수단
아래 표는 종목별, 성별 부탄 대표단 선수 수이다.
| 종목       | 남자 | 여자 | 총합 |
| ---------- | ---- | ---- | ---- |
| 알파인스키 | 1    | 0    | 1    |
| 총합       | 1    | 0    | 1    |

## 종목별 성적

### 알파인스키
부탄은 알파인스키 종목에서 남자 선수 1명이 참여한다. 하지만 참가 선수인 첸초 도르지의 국제 스키 연맹(FIS) 자격 문제가 발생해 공식 기록에는 아에 이름이 빠졌다. 다만 비공식적으로는 총 59명의 선수 중 23위로 마감했다.
| 종목        | 경기      | 1회전 | 1회전 | 2회전 | 2회전 | 총합 | 총합 |
| 종목        | 경기      | 시간  | 순위  | 시간  | 순위  | 시간 | 순위 |
| ----------- | --------- | ----- | ----- | ----- | ----- | ---- | ---- |
| 첸초 도르지 | 남자 회전 | -     | -     | -     | -     | -    | -    |

## 같이 보기
- 2024년 하계 올림픽 부탄 선수단